# Wonga (Fluss)
Die Wonga (russisch Воньга) ist ein Fluss in der Republik Karelien in Nordwestrussland.
Sie entwässert den See Engosero an dessen südwestlichem Ende, überwindet einen Höhenunterschied von 71 m auf einer Strecke von 106 km und fließt in südöstlicher Richtung, um in das Weiße Meer zu münden.
Dabei durchfließt sie folgende Seen: Pajosero, Tschogosero, Pildosero, Sindamosero, Muramosero, Gagarino, Kodaguba, Stolbowoje, Tschekosero, Medweschje, Sobatschje, Umangosero und Polowinnoje.
Die Werchnjaja Kusemka bildet einen wichtigen rechten Nebenfluss der Wonga.
Der Fluss bildet mehrere Stromschnellen, die bei Kanutouristen beliebt sind.  